# Kyselina peroxodisírová
Kyselina peroxodisírová H2S2O8 je peroxokyselina síry. Aniont vznikající nahrazením dvou atomů vodíku se nazývá peroxodisíranový (zastarale persíranový aniont). Soli odvozené od kyseliny peroxodisírové se nazývají peroxodisírany a hydrogenperoxodisírany.

## Vlastnosti
Nestabilní bezbarvá krystalická látka se silnými oxidačními účinky. Reaguje až výbušně s organickými látkami.

## Příprava
Kyselina peroxodisírová vzniká při elektrolýze 50% kyseliny sírové, nebo reakcí peroxidu vodíku s oxidem sírovým (silně exotermická reakce):
2 SO3 + H2O2 → H2S2O8
Lze ji také připravit reakcí peroxidu vodíku s kyselinou chlorsírovou:
SO2Cl(OH) + H2O2 → H2S2O8 + HCl

## Použití
Používá se jako oxidační a bělící činidlo a na výrobu barviv a peroxidu vodíku. Využívá se také v analytické chemii.[zdroj?]